# Capoeira Angola
Capoeira Angola ist eine der beiden Hauptformen der Capoeira, einer brasilianischen Kampfkunst.
Sie gilt im Gegensatz zu Regional als die ursprüngliche Version der Capoeira und wird heute vor allem in der Region um Bahia ausgeübt. Zunehmend findet sie auch in Europa Verbreitung. Das offensichtlichste Unterscheidungsmerkmal zur Capoeira de Regional ist die Tatsache, dass Spieler in der Roda oft scheinbar unkoordinierte und sehr langsame Bewegungen machen, die den Eindruck von Trägheit vermitteln. Dass das nur Show ist, bemerken die Mitspieler allerdings meist erst, wenn aus einer solchen Bewegungssequenz heraus blitzschnell attackiert wird, gerne mit einem aus einer Drehung um die Körperachse heraus geschwungenen Tritt. Angriffe werden nicht ins Leere außer Reichweite des Gegners ausgeführt.
Wichtig im Capoeira Angola ist die Wahrnehmung des Gegenübers. Ein schönes Spiel findet Ausdruck im fließenden Austausch von Schlägen und Ausweichbewegungen. Oft ist ein langsames, konzentriertes Spiel (es wird nicht Kampf genannt) schwieriger, weil sehr viel Wert auf ein harmonisches Zusammenspiel gelegt wird. Doch ist auch ein sehr schnelles und verspieltes, akrobatisches Spiel möglich. Jedes Spiel ist anders: Wie jeder Capoeirista seinen eigenen Stil und Charakter hat, so findet in jeder neuen Konstellation von Spielern eine neue Begegnung und ein anderes Spiel statt. Witz und Humor lockern das ganze Geschehen auf.
Malandragem, das im Sinne von „Gaunertum“ übersetzt werden kann, ist eine gewisse Grundhaltung des Angoleiros. Es sollte als eine gewisse Schlitzohrigkeit und Gelassenheit in einer liebenswürdigen Art verstanden werden.
Ein Unterschied zum Capoeira Regional ist das oft wesentlich buntere Auftreten, das Tragen von flachen Schuhen und nicht mit freiem Oberkörper zu spielen – Angoleiro zu sein bedeutet auch, Wert auf Stil zu legen. Nicht selten werden Rodas in Bahia im Anzug gespielt.
Generell gilt: Angoleiros nutzen mehr Fintas (Täuschungen), Malicia (eigentlich Boshaftigkeit, im Sinn der Capoeira eher Schlitzohrigkeit) als ihre Kollegen von Capoeira Contemporânea und Capoeira Regional.